# Baleine (corset)
Pour les articles homonymes, voir baleine (homonymie).
 (juillet 2021).
Si vous disposez d'ouvrages ou d'articles de référence ou si vous connaissez des sites web de qualité traitant du thème abordé ici, merci de compléter l'article en donnant les références utiles à sa vérifiabilité et en les liant à la section « Notes et références ».

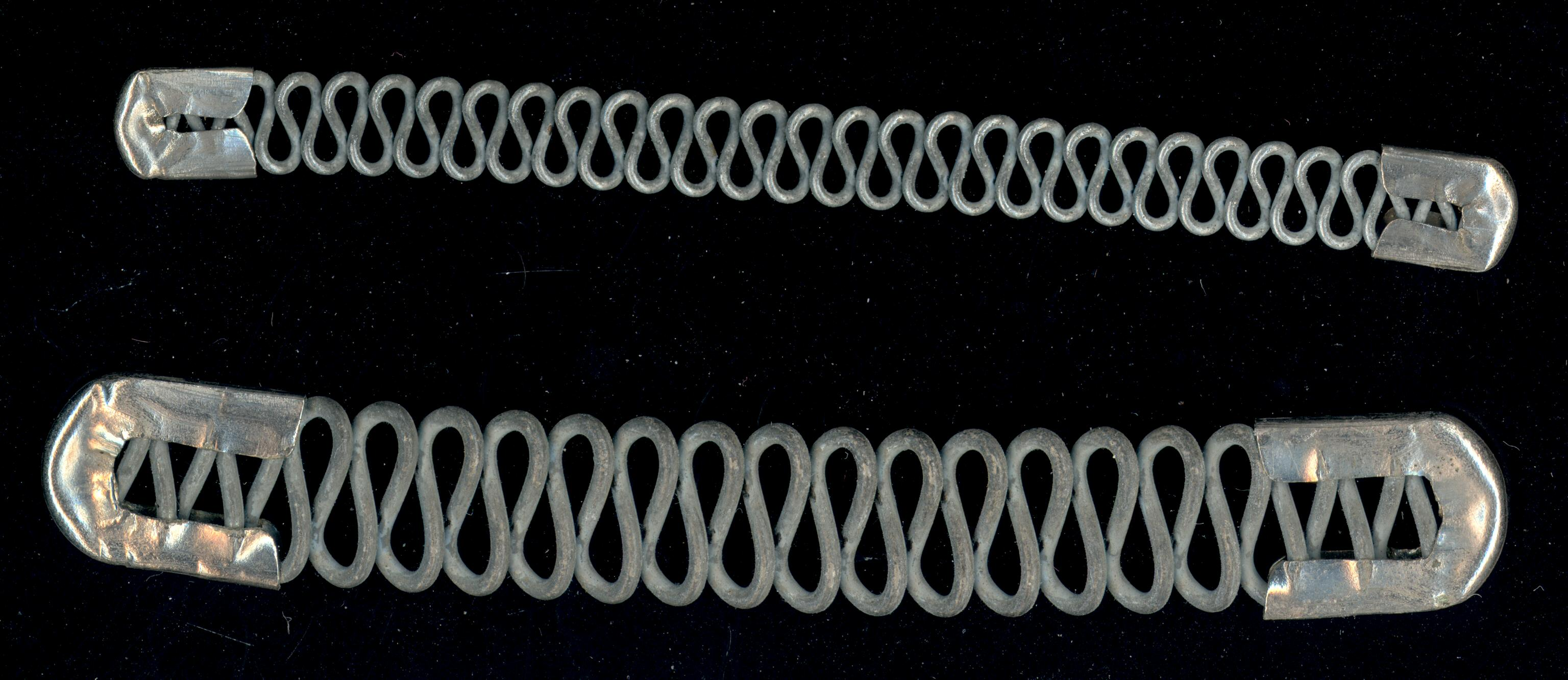
Baleines métalliques spirales de 5 mm et 10 mm.

Les baleines sont le nom donné aux tiges, généralement métalliques, glissées dans les corsets, leur donnant forme et maintien et permettant de modeler le corps du porteur.

## Historique
Des origines du corset au XVIe siècle jusqu'au XVIIIe siècle, les corsetiers utilisaient dans leurs corsets de vrais fanons de baleines, étroits, solides et souples, en très grand nombre. 
Au début du XIXe siècle, on inventa les baleines en acier, qui furent les seules utilisées à partir de 1850 (bien qu'on ait gardé l'ancien nom de « baleines »).

## Types
Aujourd'hui il existe trois types de baleines :
- les baleines en acier inoxydable, utilisées par les corsetiers et vendues au mètre (cerclette) ou bien déjà coupées, recouvertes de plastique blanc pour courir encore moins de risques de rouille. Elles sont plus ou moins flexibles, selon l'épaisseur et la largeur de la baleine.
- les baleines dites « spirales » ou « ressort », pouvant servir occasionnellement, constituées également en acier mais encore plus souples, offrant moins de maintien mais plus de flexibilité.
- les baleines en plastique vendues en rouleaux, au mètre, utilisées dans les bustiers de prêt-à-porter (lingerie, robes de mariées...). Elles sont également utilisées en costume et présentent des caractéristiques proches des fanons de baleine utilisés à l'origine : avec la chaleur du corps, elles se déforment légèrement et épousent les formes. Elles sont plus ou moins souples en fonction de leur épaisseur et leur légèreté les fait parfois préférer aux baleines métal.